# Hjúki i Bil

Les fases de la lluna

En la mitologia nòrdica, Hjúki (en nòrdic antic, que possiblement vol dir 'el que retorna a la salut') i Bil (nòrdic antic) són dos nens, un germà i una germana respectivament, que segueixen la Lluna personificada, Máni, a través del cel. Tant Hjúki com Bil són esmentats només a l'Edda prosaica, escrita al segle xiii per Snorri Sturluson. Les teories acadèmiques que envolten a ambdós tenen a veure amb la seva naturalesa, el seu paper com a potencials personificacions del cràters lunars o les seves fases, i més tard la seva relació amb el folklore a l'Europa germànica. Bil s'ha identificat amb Bilwis, una figura associada a l'agricultura que és testificada sovint en el folklore de les zones de parla alemanya d'Europa.

## Documents
En el capítol 11 de l'Edda prosaica, al llibre Gylfaginning, la figura entronitzada dels Alts diu que dos nens de noms Hjúki i Bil van ser engendrats per Viðfinnr. Un cop, mentre els dos caminaven des del pou Byrgir (nòrdic antic: 'Ocultador de coses'), tots dos portant sobre les espatlles el pal Simul (nòrdic antic, que possiblement vol dir 'etern') que aguantava la galleda Sæg entre ells, Máni els va prendre de la terra, i ara el segueixen al cel (en la mitologia nòrdica, la Lluna és una entitat masculina i el sol femenina), "com es pot veure des de la Terra".
Hjúki no apareix en cap altre text, però Bil rep altres mencions. En el capítol 35 del Gylfaginning, al final d'una llista de moltes altres dees de la mitologia nòrdica, totes dues Sól (el sol personificat) i Bil s'enumeren juntes com a dees "la naturalesa de les quals ja s'ha descrit". Bil apareix dues vegades més en l'Edda prosaica al llibre Skáldskaparmál. En el capítol 75, Bil apareix dins d'una altra llista de dees, i el seu nom apareix en el capítol 47 en un kenning de "dona".

## Teories

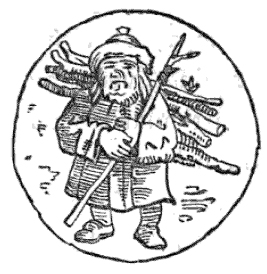
Un dibuix del s. XIX dEl home a la lluna de la tradició popular d'àrees de l'Europa germànica

Com els dos no apareixen enlloc fora de l'Edda prosaica de Snorri, s'ha suggerit que Hjúki i Bil poden haver estat d'importància mítica menor, o que Snorri se'ls va inventar, mentre que Anne Holtsmark (1945) postula que Snorri va poder haver conegut o tingut accés a una font avui perduda de vers en què Hjúki i Bil personifiquen la lluna creixent i minvant. Holtsmark teoritza a més que Bil pot haver estat una dís (un tipus de deïtat femenina).
Els acadèmics han teoritzat que Hjúki i Bil poden representar l'activitat lunar, incloent que puguin representar les fases de la lluna o poden representar els cràters lunars. L'estudiós del segle xix Jacob Grimm rebutja el suggeriment que Hjúki i Bil representen les fases de la lluna, i afirma que Hjúki i Bil representen els cràters de la Lluna vists des de la Terra. Grimm diu que l'evidència d'això "és clar per la figura mateixa. Cap canvi de la lluna podria suggerir la imatge de dos nens amb una galleda penjada de les espatlles. A més, avui dia el poble suec veu en els cràters de la lluna dues persones que porten una gran galleda en un pal. Grimm afegeix que:

El que és més important per a nosaltres, a part de la fantasia pagana del segrest d'un home de la lluna que, a més d'Escandinàvia, era sens dubte de moda a tot Teutònia, si no més enllà, és que ha canviat fins a tenir una adaptació cristiana. Diuen que l'home a la lluna és un lladre de fusta, que durant el temps de l'església en el dia de repòs sant, roba la fusta, i després va ser traslladat a la lluna com a càstig, allà es pot veure amb la destral a l'esquena i el feix de branques a la mà. Clarament el pal que aguanta la galleda d'aigua de la història pagana s'ha transformat en l'eix de la destral i la galleda en el seu fil, va ser conservada la idea general d'un robatori, però incideix en el manteniment del dia de festa cristià, l'home pateix el càstig no tant pel feix de llenya, sinó perquè ho va fer diumenge.

Grimm dona altres exemples de folklore germànic fins al moment de la seva escriptura (el segle XIX) i assenyala una possible relació entre la paraula alemanya Wadel (és a dir, 'la lluna plena') i l'ocupació dialectal de la paraula per "feix, branquetes lligades en un paquet", especialment branques, wadeln, 'lligar matoll', i la pràctica de tallar fusta durant la lluna plena. Benjamin Thorpe es mostra d'acord amb la teoria de Hjúki i Bil com les formes personificades de cràters lunars.
Rudolf Simek afirma que la foscor dels noms dels objectes de la història de Hjúki i Bil pot indicar que Snorri el fes derivar d'un conte popular, i que la forma de la història de l'home a la Lluna (amb un home amb un pal i una dona amb una galleda) es troba també en el folklore modern d'Escandinàvia, Anglaterra i el nord d'Alemanya.

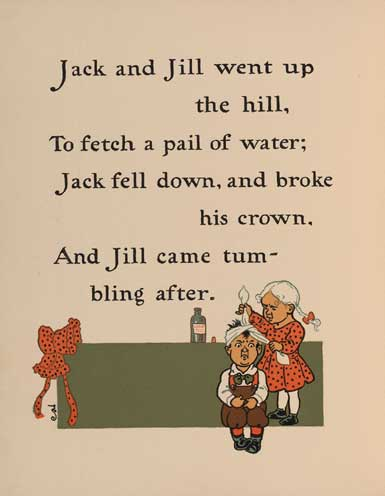
Jack and Jill, del conte infantil, estan relacionats amb Hjúki i Bil

Tant en la història islandesa de l'Edda prosaica, com en la cançó de bressol anglesa, Jack and Jill, es troben dos nens, un nen i una nena, que porten una galleda d'aigua, i els noms dels quals han estat percebuts fonèticament similars. Aquests elements han donat lloc a teories que connecten tots dos, i el seu concepte ha tingut alguna influència que apareix en els llibres escolars per als nens del segle xix i el segle xx. Una manera tradicional de la rima diu:

Jack i Jill van pujar el turó
A la recerca d'una galleda d'aigua
Jack va caure i va trencar la seva corona
I Jill va caure després.
Jack aconseguí aixecar-se i cap a la llar va trotar
Tan ràpid com va poder.
Es va anar al llit per calmar el seu cap,
Amb vinagre i paper marró

Jack and Jill went up the hill
to fetch a pail of water
Jack fell down and broke his crown
and Jill came tumbling after.
Up Jack got and home did trot
as fast as he could caper.
He went to bed to mind his head
with vinegar and brown paper.

### Bilwis
Una figura amb el nom de Bilwis es testifica en diverses parts de l'Europa de parla alemanya a partir del segle xiii. L'acadèmic Leander Petzoldt escriu que la figura sembla tenir el seu origen en una dea i amb el temps va patir molts canvis, més tard canviant cap a un "nan èlfic" amb la capacitat de paralitzar les persones o el bestiar amb el tir d'una fletxa (com en el poema del segle xiii de Wolfram von Eschenbach, "Willehalm"). Petzoldt va portar a terme nous estudis del desenvolupament d'aquesta figura:

Durant el transcurs del segle xiii, Bilwis és cada vegada menys freqüent tractada com la personificació d'un poder sobrenatural, però cada vegada més és identificat com un ésser humà malèvol, una bruixa. Més tard, amb l'augment de la caça de bruixes al final de l'edat mitjana, Bilwis va ser demonitzada, es convertí en una encarnació del diable per a la bruixa i bruixot. Un desenvolupament final ha tingut lloc des del segle xvi, sobretot al nord-est d'Alemanya. Bilwis ha estat concebuda com un esperit dels cereals que aporta riquesa. Però, aquesta darrera manifestació de Bilwis, té el seu costat perjudicial, la Bilwis-talladora, que està acusada dels patrons inexplicables que es formen entre les files de gra. La talladora és un bruixot o una bruixa que talla el blat de moro amb falçs que estan subjectes als seus peus. Està classificat com una esperit del blat de moro essencialment maligna. Així, Bilwis és extremadament polimorfa, assumint moltes aparicions i sentits en totes les zones de parla alemanya durant tota l'Edat Mitjana. Així, Bilwis és un dels éssers més estranys i misteriosos de tot el folklore. Les seves formes variables reflecteixen les preocupacions d'una cultura agrícola, i serveix per explicar l'aparició misteriosa de formes estranyament tallades als camps de blat de moro

### Topònims
El poble de Bilsby, Lincolnshire, Anglaterra (del qual deriva el cognom anglès Billing) s'ha dit que ha estat anomenat per la dea Bil.